# 재클린 내러콧
재클린 내러콧(독일어: Jaclyn Narracott, 1990년 11월 5일~)는 오스트레일리아의 은퇴한 스켈레톤 선수로 2022년 동계 올림픽 여자부 은메달을 획득했다. 그녀는 동계 올림픽 썰매 종목에서 메달을 획득한 최초의 오스트레일리아 국적 선수이다. 내러콧의 메달 획득으로 2022년 오스트레일리아 선수단의 메달은 4개로 늘었으며 이는 오스트레일리아 동계 올림픽에서 기록한 최다 메달 획득 기록이다.